# Córeczko chciałabym, żebyś była chłopcem
Córeczko chciałabym, żebyś była chłopcem – piosenka polskiej wokalistki Kayah z 1988 roku, wydana na winylowym singlu przez Polskie Nagrania „Muza”.

## Historia
Piosenka Córeczko chciałabym, żebyś była chłopcem była debiutanckim utworem piosenkarki, z którym wystąpiła na Krajowym Festiwalu Piosenki Polskiej w Opolu w 1988. W tym samym roku za występ z tym samym utworem Kayah została nagrodzona specjalnym wyróżnieniem podczas Festiwalu Krajów Nadbałtyckich w Karlshamn.
Piosenka ukazała się na krążku winylowym "Kayah" wydanym w 1988 przez Polskie Nagrania „Muza”. Na drugiej stronie płyty zarejestrowano piosenkę Święta obcość. Autorką słów była Kayah, muzykę skomponował John Porter. Utwór znalazł się na jednej z płyt wydanej przez Pomaton EMI serii Lista przebojów Programu III 1982–1998 – płyta 1988. Piosenkarka nagrała nową wersję Córeczki, która ukazała się na krążku w 2005 roku – The Best & The Rest.